# Buddy Tate
George Holmes Tate, ps. „Buddy” (ur. 22 lutego 1913 w Sherman, zm. 30 lipca 2001 w Chandler) – afroamerykański saksofonista i bandlider jazzowy.

## Życiorys
Jego rodzicami byli Marshall Holmes i Josie z d. Crowe. Miał troje rodzeństwa: Violę, Van Burena i Marshalla Lee. Zaczął grać jako nastolatek w 1925. Brat wręczył mu wtedy saksofon altowy i zaprosił, żeby dołączył do kwartetu rodzinnego McCloud’s Night Owls. Zespół nauczył się grać, przede wszystkim słuchając nagrań Louisa Armstronga i naśladując ich brzmienie. Następnie przez cztery lata grupa zarabiała na występach objazdowych. Później Buddy grał z szeregiem zespołów lokalnych, m.in. cyrkowych, aż do lat 30. Od 1930 do 1933 był członkiem orkiestry – najpierw Nata Towlesa, a potem Terrence’a Holdera. W latach 1934–1935 już jako saksofonista tenorowy jeździł w trasy koncertowe z zespołem The Clouds of Joy Andy’ego Kirka. W 1934 na krótko dołączył do big-bandu Counta Basiego, zastępując Lestera Younga. Po powrocie Younga w 1935 ponownie znalazł się w składzie orkiestry Towlesa, w której grał do 1939. Wtedy bowiem zmarł Herschel Evans, saksofonista tenorowy Basie’go. Na miejsce Evansa słynny bandlider sprowadził go z powrotem do orkiestry, angażując już na stałe. Pozostał w niej niemal dziesięć lat, uczestnicząc w wielu nagraniach zespołu.
Po rozstaniu z Basie’em w 1949, występował do 1952 m.in. z „Hot Lips” Page’em, „Luckym” Millinderem i Jimmym Rushingem. W 1953 sformował własny zespół, który stał się firmową grupą klubu Celebrity w nowojorskim Harlemie na 21 lat aż do 1974. W tym czasie dużo nagrywał m.in. z organistą Miltem Bucknerem i trębaczem Buckiem Claytonem, z którymi odbył kilka tras koncertowych w Europie, głównie we Francji.
Jeszcze w 1967 wziął udział koncertowym projekcie Johna Hammonda „Spirituals to Swing” oraz odbył trasę koncertową z sekstetem Saints & Sinners. Po zakończeniu pracy w The Celebrity Club sporo nagrywał. W 1973 ukazała się jedna z jego najpopularniejszych płyt – Buddy Tate and His Buddies. W jej nagraniu wzięli udział jego starzy koledzy, m.in. z orkiestry Basiego: trębacz Roy Eldridge, saksofonista Illinois Jacquet, pianistka Mary Lou Williams, gitarzysta Steve Jordan, kontrabasista Milt Hinton i perkusista Gus Johnson. W 1975 razem z Paulem Quinichettem prowadził orkiestrę. W końcu lat 70. był ulubionym sidemanem Benny’ego Goodmana.
W 1979 otrzymał zaproszenie z rodzinnego miasta Sherman do zagrania koncertu w miejscowym Austin College w ramach cyklicznej imprezy muzycznej The Sherman Symphony Pops. Burmistrz Virginia Morriss wydała rozporządzenie, w którym ogłosiła 6 października „Dniem Buddy’ego Tate’a”. W 1980 w hotelu poparzył się pod prysznicem gorącą wodą i przez cztery miesiące nie pracował. Powrócił do grania, choć już nie tak aktywnego jak przedtem. Występował z grupą Texas Tenors prowadzoną przez Illinois Jacqueta. Koncertowali głównie na festiwalach jazzowych m.in. w Newport, irlandzkim Cork i francuskiej Nicei. Nadal wiele nagrywał, choć stan jego zdrowia zaczął się pogarszać. W końcu lat 90. współpracował z Lionelem Hamptonem oraz formacją The Statesmen of Jazz. Choroba nowotworowa sprawiła, że musiał zaprzestać wszelkiej aktywności muzycznej.
Do 2001 mieszkał w Nowym Jorku. Chcąc być bliżej córki, przeniósł się do Phoenix w Arizonie. Niedługo potem zmarł w domu opieki w Chandler – dwanaście dni przed 88. rocznicą urodzin. Został pochowany w Pinelawn Memorial Park and Arboretum w East Farmingdale w stanie Nowy Jork.

### Małżeństwo i córka
Był żonaty z Ethel. Miał z nią córkę.

## Wybrana dyskografia
- 1958 Swinging Like Tate (Felsted Records)
- 1959
  - The Madison Beat (Harmony Records)
  - Tate’s Date (Sanville)
  -  Very Saxy – Eddie „Lockjaw” Davis–Buddy Tate–Coleman Hawkins–Arnett Cobb (Prestige)
- 1960
  - Tate’s Date (Swingville)
  - Tate-a-Tate – Buddy Tate with Clark Terry (Fantasy)
- 1961
  - Buck & Buddy – Buck Clayton & Buddy Tate
  - Buck Clayton with Buddy Tate – Buck & Buddy Blow the Blues (Swingville)
- 1962
  - Groovin’ with Buddy Tate (Swingville)
  - Buddy Tate–Victoria Spivey–Lucille Hegamin–Hannah Sylvester – A Basket of Blues (Spivey Records)
- 1967 Buddy Tate avec Milton Buckner – When I’m Blue (Black & Blue)
- 1968 Milt Buckner–Buddy Tate – Crazy Rhythm (Black & Blue)
- 1972
  - Earl Hines–Jonah Jones–Buddy Tate–Cozy Cole – Back on the Street (Chiaroscuro Records)
  - Buddy Tate – Jumpin’ on the West Coast! (Black Lion Records)
  - Newport in New York ’72 – The Jam Sessions – Vols 1 and 2 (Cobblestone)
- 1973
  - Buddy Tate and His Buddies (Chiaroscuro)
  - Marian McPartland–Vic Dickenson–Buddy Tate–Jimmy McPartland–Rusty Gilder–Gus Johnson – Swingin’ (Halcyon Records)
- 1975
  - Buddy Tate–Humphrey Lyttelton – Kansas City Woman (Black Lion)
  - Buddy Tate–Harry Edison – Our Bag (RIFF Records)
  - Buddy Tate–Milt Buckner – Midnight Slows (Black & Blue)
  - The Texas Twister (New World Records)
- 1976
  - Buddy Tate – Celebrity Club Orchestra Vol. 1 (Black & Blue)
  - Buddy Tate–Paul Quinichette–Jay McShann – Kansas City Joys (Sonet Records)
  - Bud Meets Buddy – Bud Freeman and Buddy Tate (RIFF)
  - After Midnight (CNR)
- 1977
  - Count Basie – Grand concert gravé en 1945 – avec Lester Young–Buddy Tate–Ted Donelly (Locomotive)
  - Texas Tenors – Illinois Jacquet–Buddy Tate (RIFF)
  - Buddy Tate & His Buddies Vol. 2 (Chiaroscuro)
- 1980 Buddy Tate and the Muse Allstars – Live at Sandy’s (Muse Records)
- 1981 
  - The Great Buddy Tate (Concord Records)
  - Scott Hamilton–Buddy Tate – Scott’s Buddy (Concord)
- 1982
  - The Ballad Artistry Of Buddy Tate – Featuring the Ed Bickert Trio (Sackville/Delmark Records)
  - Tour de Force – Al Cohn–Scott Hamilton–Buddy Tate–Cal Collins–Jake Hanna–Bob Maize–Dave McKenna (Concord)
- 1984
  - Buddy Tate–Al Grey – Just Jazz (Uptown Records)
  - Buddy Tate – Hard Blowin’ – Live at Sandy’s (Muse)
- 1990 Swing Summit – Harry Edison–Buddy Tate–Frank Wess–Hugh Lawson–Ray Drummond–Bobby Durham (Candid)
- 1992 Jumping on the West Coast (Black Lion)
- 1994 Buddy Tate–Harry „Sweets” Edison–Roy Williams–Brian Lemon – After Dark (Progressive Records)
- 1999 Live at Sandy’s – Ray Bryant–Arnett Cobb–Alan Dawson–George Duvivier–Buddy Tate–Eddie „Cleanhead” Vinson (32 Jazz)
- 2002 Tate Live – Buddy Tate with the Torsten Zwingenberger Swingtet (Nagel Heyer Records)
- 2014 Buddy Tate and His Band – Tate’s Date (Swingville)

Zestawienie wg dat wydania płyt

## Upamiętnienie
W 1988 został wprowadzony do Panteonu Sław Big-bandów i Jazzu (The Big Band and Jazz Hall of Fame).